# La casa de la lluvia
La casa de la lluvia és una pel·lícula dramàtica espanyola del 1943 dirigida per Antonio Fernández-Román i protagonitzada per Luis Hurtado, Blanca de Silos i Carmen Viance. Està ambientada a Galícia.

## Sinopsi
Una parella, Fernando i Teresa, viuen amb ingressos modestos en un solitari pazo gallec. La visita de dues persones per llogar unes quantes habitacions sembla alleujar l'amarga situació dels Amil. Però comencen a sorgir sospites i problemes i, a poc a poc, es revela un procés real d'enamorament.

## Repartiment
- Luis Hurtado - Fernando Amil
- Blanca de Silos - Lina
- Carmen Viance - Teresa Amil
- Nicolás D. Perchicot - Elías Morell
- Rafaela Satorrés - Marina
- Manuel de Juan - Loquero 1
- Antonio Bayón - Criado
- Luis Latorre - Director del manicomi
- Antonio L. Estrada - Loquero 2
- José Ocaña - Ventero

## Producció
Està basada en la novel·la homònima de Wenceslao Fernández Flórez. Part de la pel·lícula fou rodada al Pazo da Picoña, a Picoña, a Salceda de Caselas.

## Premis
Va rebre el cinquè premi als Premis del Sindicat Nacional de l'Espectacle de 1943.